# Яломіца (повіт)
Яломіца — жудець на південному сході Румунії, в області Мунтенія, у басейні річки Яломіца (притока Дунаю). Адміністративний центр жудця — місто Слобозія.

## Господарство
Економіка жудця здебільшого має сількогосподарський характер. Частка Яломіци у продукції сільського господарства країни становить 5 %, у продукції промисловості близько 1 %. Також жудець посідає 3-тє місце у країні за зборами зернових та 1-ше — соняшника. Розвивається промислове вирощення овочів, виноградарство, садівництво.
Діють підприємства харчової, швейної, целюлозно-паперової та хімічної промисловості.

## Адміністративний поділ
Жудець поділено на 3 муніципії, 4 міста та 57 комун.

### Муніципії
- Слобозія
- Фетешті
- Урзічені

### Міста
- Амара
- Кезенешті
- Фірбінці-Тирґ
- Циндерей